# Jean-Marie Lopez
| 269243 Charbonnel | 27 agosto 2008 |
| 295473 Cochard    | 27 agosto 2008 |
| 378721 Thizy      | 27 agosto 2008 |

Jean-Marie Lopez (...) è un astronomo amatoriale francese.
Il Minor Planet Center gli accredita le scoperta di tre asteroidi effettuate tutte nel 2008 in collaborazione con Cyril Cavadore.